# 串内信号場
串内信号場（くしないしんごうじょう）は、北海道空知郡南富良野町にある北海道旅客鉄道（JR北海道）石勝線の信号場である。電報略号はクナ。事務管理コードは▲132141。

## 歴史
計画当初より同名の停車場の設置が計画されていたが、当初より信号場としての計画であった。

### 年表
- 1981年（昭和56年）10月1日：日本国有鉄道の信号場として開業[1]。
- 1987年（昭和62年）4月1日：国鉄分割民営化によりJR北海道に継承[1]。
- 1995年（平成7年）度：石勝線・根室線高速化工事に伴い同年度に分岐器を弾性分岐器に交換[6]。

## 構造
南千歳方から新得方に向かって左手から下り本線、上下副本線、上り本線の3線を有する単線行き違い型信号場。このほかそれぞれの進行方向に安全側線を設け、両方の分岐器をスノーシェルターで覆っている。

## 周辺
トマム駅から新得駅方面に向かって、第二串内トンネルを抜けた所にある。

## 隣の駅
北海道旅客鉄道（JR北海道）
■石勝線
トマム駅 (K22) - （串内信号場） - （上落合信号場） - （新狩勝信号場） - （広内信号場） - （西新得信号場） - 新得駅 (K23)